# カメルーン火山列

カメルーン火山列

カメルーン火山列（カメルーンかざんれつ、英: Cameroon line）は、ナイジェリア東部とカメルーン西部との間に発達した火山の並びである。カメルーン火山列はドイツのSiegfried Passargeによって1909年に発見され、定義されている。

## 概要
カメルーン火山列はギニア湾に近いカメルーン山から北のチャド湖に向かって引かれている玄武岩の火山列であり、ムベレ地溝帯もこれに含まれる。この火山列はカメルーン山脈、あるいはカメルーン高地として知られる山地によって特徴づけられている。火山列はビオコ島やサントメ・プリンシペの列島まで続くと考えられ、大陸地殻から海洋地殻まで連続する地質学的に珍しい例である。
約8,000万年前にアフリカプレートが反時計回りに移動した際、生じた地殻の剪断作用がマグマの活動を招き、火山列を形成した。ナイジェリアはコンゴ・クラトンと西アフリカ・クラトンを分ける位置にあり、白亜紀にベヌー・トラフが形成された。このトラフの東に火山列があり、上記せん断帯に沿っており、せん断帯は大西洋拡大により、アフリカ対岸のブラジルまで続くと解釈される。ただし、マントル・プルームが火山列の下にあったかどうか議論の分かれるところである。
火山列上では現在も9座が活動中であり、直近の噴火は2012年2月3日に起きたカメルーン山での噴火である。この他にバンブートス山脈・エティンド山・マネングーバ山が火山列に含まれている。また1986年に湖水爆発を起こしたニオス湖はカメルーン北西部におけるカメルーン火山列の火山活動と密接な関係を持っている。火山列の大西洋・ギニア湾側はビオコ島・プリンシペ島・サントメ島・アンノボン島といった火山島が並び、これらはギニア湾諸島（英: The Gulf of Guinea Islands、ギニア諸島とも）とひと括りに呼ばれることがある。

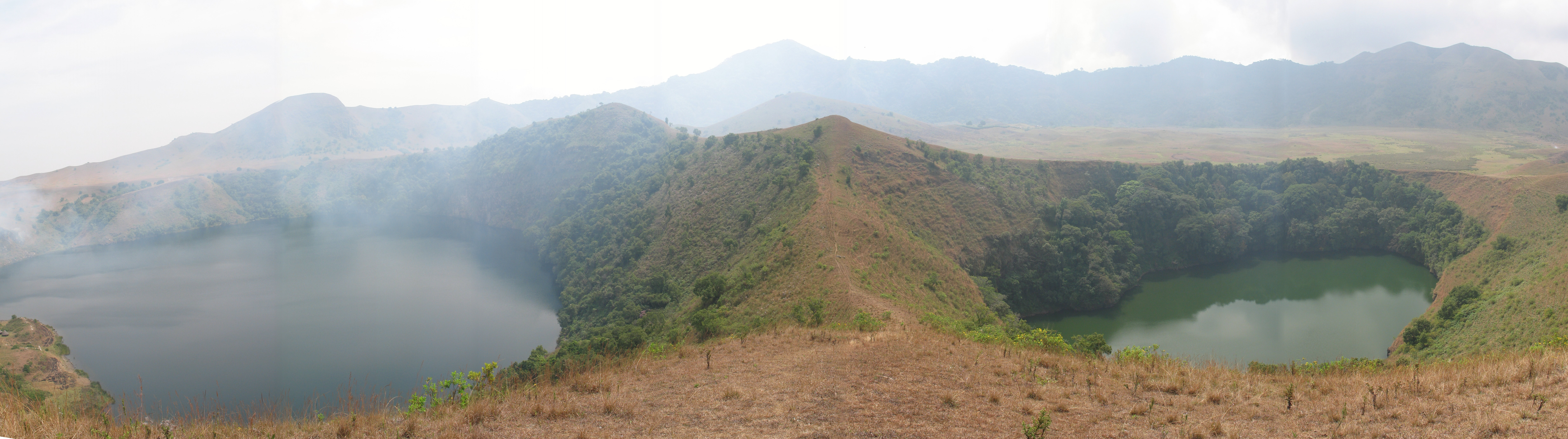
マネングーバ山（カメルーン）

## オーラコゲン

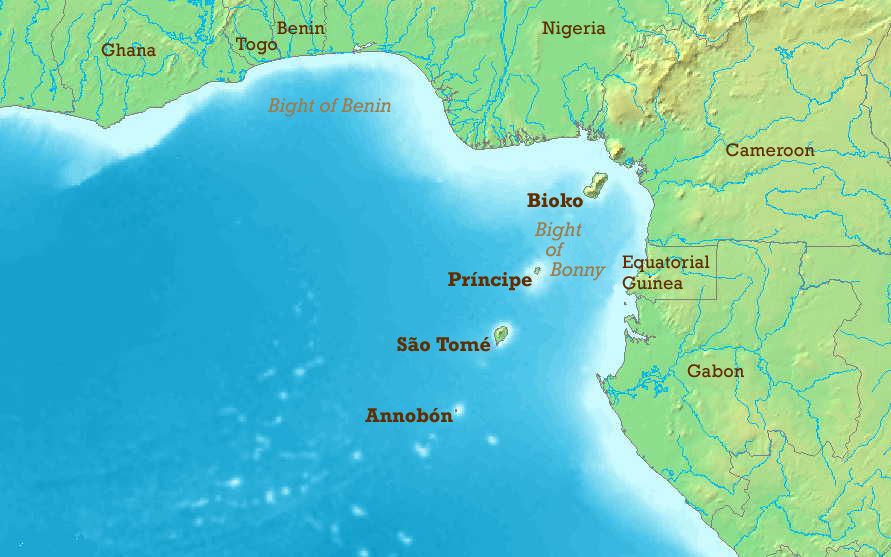
ギニア湾の地図。カメルーン火山列から島嶼の列が伸びていることが確認できる。

プレートテクトニクスでは3つのプレートの合流点は三重会合点（トリプルジャンクション）と呼ばれ、カメルーン火山列は大西洋上の三重点に端を発する裂溝であるが、この裂溝はユーラシアプレートに届かなかったため、結果としてオーラコゲンが形成されている。